# Nervus-femoralis-Blockade
Die Nervus-femoralis-Blockade (Femoralisblockade, 3-in-1-Block, Femoralisblock, inguinale paravaskuläre Technik) ist ein peripheres Regionalanästhesieverfahren, das operative Eingriffe am Bein (der unteren Extremität) ermöglicht. Dabei werden durch die Injektion von Lokalanästhetika im Bereich der Leiste (inguinal) Nerven des Plexus lumbalis (hauptsächlich der Nervus femoralis, in geringerem Umfang der Nervus cutaneus femoris lateralis und der Nervus obturatorius) reversibel blockiert. Die Nervus-femoralis-Blockade ist ein relativ einfach durchzuführendes und nebenwirkungsarmes Verfahren. Neben einer einmaligen Injektion wird oft auch die Einlage eines Schmerzkatheters (Femoraliskatheter) zur kontinuierlichen Schmerztherapie praktiziert.

## Entwicklung
Das Verfahren wurde 1973 von Winnie entwickelt. Dieser ging davon aus, dass sich das Lokalanästhetikum an der Faszienauskleidung der Gefäß-Nerven-Scheide entlang zum Körperstamm hin (nach proximal) ausbreitet und dort neben dem Nervus femoralis auch andere Äste des Plexus lumbalis blockiert (Nervus cutaneus femoris lateralis, Nervus obturatorius), weshalb er das Verfahren als 3-in-1-Block (drei Nerven, eine Injektion) bezeichnete. Dies ist nach heutiger Ansicht jedoch kaum der Fall.
Rosenblatt beschrieb 1980 erstmals die Technik einer Schmerzkathetereinlage in der Nähe des Nerven, womit durch kontinuierliche oder wiederholte Injektion eine andauernde Schmerztherapie ermöglicht wird.

## Anwendungsgebiete
Die Anwendung kann mit einer Allgemeinanästhesie kombiniert werden (Kombinationsanästhesie), jedoch auch ohne eine solche erfolgen. Dann wird in aller Regel ergänzend eine proximale Nervus-ischiadicus-Blockade durchgeführt. Mit dieser Kombination sind alle operativen Eingriffe an Bein und Fuß möglich. Indikationen für die alleinige Durchführung einer Nervus-femoralis-Blockade sind Operationen im Versorgungsgebiet des Nervus femoralis (Muskelbiopsien, Hauttransplantationen, Venenoperationen), Schmerztherapie während (zum Lagern, etwa bei Schenkelhalsfrakturen) und nach einer Operation sowie zur Wundversorgung, frühen Mobilisation und Krankengymnastik. Bei Kniegelenksersatz-Operationen sind durch den Einsatz der Femoralisblockade geringere Schmerzen, eine kürzere Krankenhausverweildauer und bessere Mobilisierungserfolge nachgewiesen worden.
Gegenanzeigen (Kontraindikationen) sind Infektionen oder Tumoren im Punktionsbereich sowie Ablehnung oder fehlende Kooperation durch den Patienten. Störungen der Blutgerinnung oder die Einnahme von gerinnungshemmenden Medikamenten, Nervenschädigungen und ein femoraler Gefäßbypass stellen relative Kontraindikationen dar.

## Durchführung

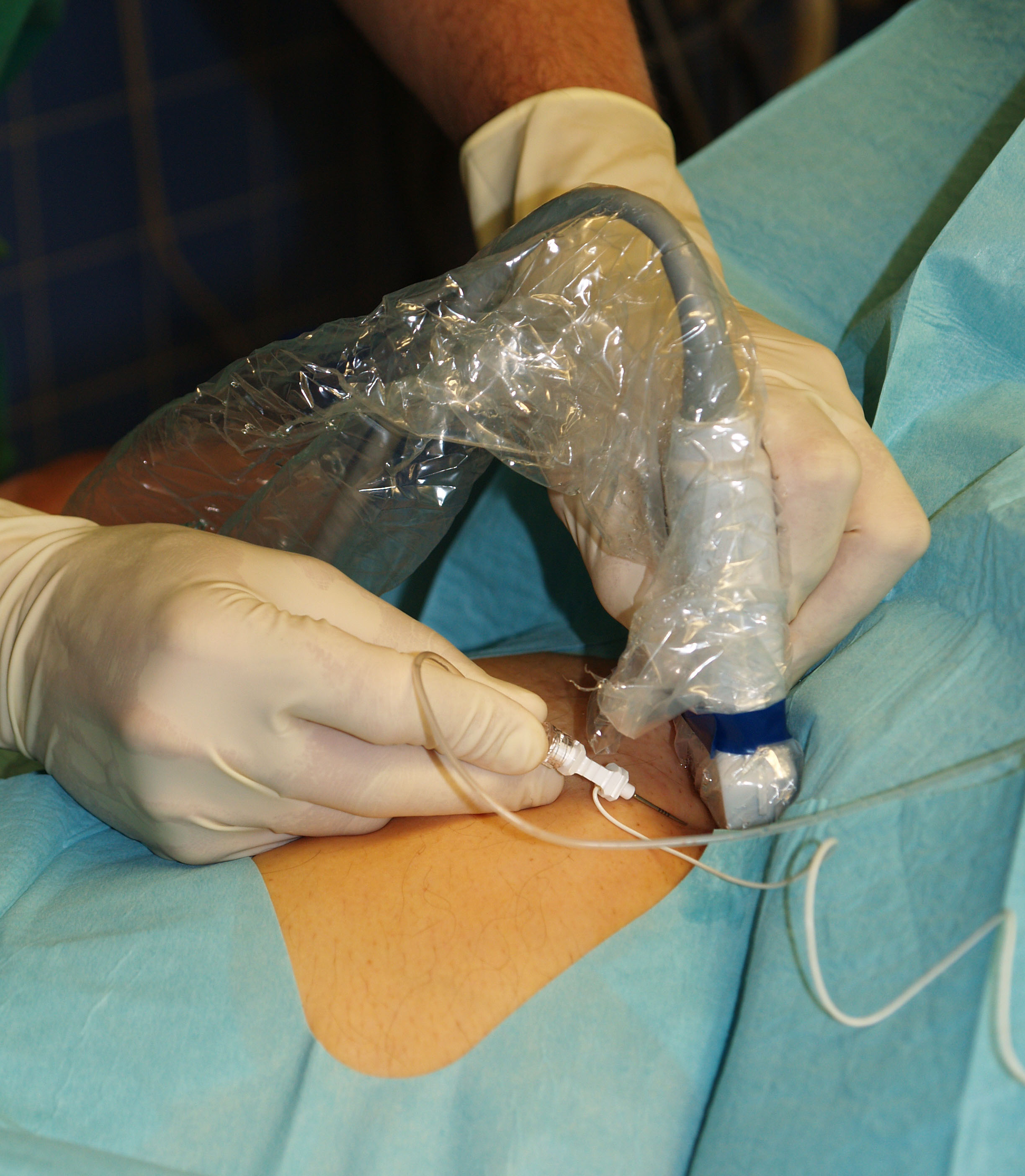
Ultraschallgesteuerte Nervus-Femoralis-Blockade (mit Kathetereinlage) am rechten Bein im Rahmen einer Knieprothesen-Operation.

Die Lagerung erfolgt in Rückenlage mit leicht abgespreiztem und außenrotiertem Bein der entsprechenden Seite. Die Identifikation des Nerven in der Leistenregion kann durch verschiedene Vorgehensweisen erfolgen. Oft wird das Aufsuchen mit Hilfe eines Nervenstimulators durchgeführt, der mit dem Ende der Punktionskanüle verbunden ist. Die Punktion erfolgt dabei seitlich (lateral) der tastbaren Beinarterie (Arteria femoralis). Die Lage der Nadelspitze in der Nähe des Nervus femoralis zeigt sich durch Muskelzuckungen im Musculus quadriceps femoris. Dabei kommt es zu Bewegungen der Kniescheibe („Tanzen der Patella“). Auch eine ultraschallgesteuerte Punktion ist möglich. Sie ist mit gezielterer Injektion und kürzerer Anschlagsdauer (etwa 15 Minuten) verbunden. Bei korrekter Lage werden 20–30 ml Lokalanästhetikum (Prilocain, Mepivacain, Ropivacain) injiziert. Gegebenenfalls wird ein Schmerzkatheter platziert.

## Nebenwirkungen
Die Komplikationen entsprechen den allgemeinen Nebenwirkungen der peripheren Regionalanästhesie. Nervenschädigungen können durch direkte Verletzung mit der Kanüle oder durch toxische Effekte von Lokalanästhetika ausgelöst werden, die versehentlich in den Nerven (intraneural) eingespritzt werden. Diese Schäden lassen sich durch das Verwenden von stumpfen Kanülen und das Unterlassen von Injektionen bei Missempfindungen (Parästhesien) während der Durchführung vermeiden. Die Punktion der Beinarterie kann zu einem Bluterguss (Hämatom) führen. Durch die versehentliche Injektion in Blutgefäße (intravasal) sind Auswirkungen auf das Herz-Kreislaufsystem (Bradykardie, Hypotonie, Kreislaufstillstand bei hohen Dosen) oder zentrale Nervensystem (Krampfanfälle, Bewusstseinsstörungen) möglich.
Insgesamt sind Nebenwirkungen bei der Nervus-femoralis-Blockade selten. Im Vergleich zu Periduralanästhesie, die als alternatives Regionalanästhesieverfahren am Bein in Frage kommt, ist die analgetische Effektivität vergleichbar, das Nebenwirkungsprofil ist jedoch günstiger. Zudem werden mögliche Komplikationen der rückenmarksnahen Periduralanästhesie vermieden (epidurale Blutung oder Infektion).